# 더블에이치티엔이의 음반
이 문서는 더블에이치티엔이에서 발매한 음반목록이다.

## 2020년대
- 2021년 12월 13일 김용준, 김성규 - [Digital Single] 2021 더블에이치 크리스마스 캐롤
- 2022월 1월 5일 김성규 - 백수세끼 OST
- 2022년 1월 21일 김용준 - [Digital Single] 이쁘지나 말지
- 2022년 4월 22일 김성규 - SAVIOR
- 2022년 5월 26일 김용준 - [Digital Single] 그때, 우린
- 2022년 8월 10일 김성규 - 당신이 소원을 말하면 OST Part.1
- 2022년 8월 19일 김성규 - 개미가 타고 있어요 OST Part.1
- 2022년 10월 14일 김용준 - 문득
- 2022년 11월 13일 김성규 - [Digital Single] Dear my fan
- 2023년 4월 15일 김용준 - [Digital Single] 저 별이 아쉬워서 헤어지기 싫은 이 밤이야
- 2023년 6월 28일 김성규 - 2023 S/S Collection
- 2024년 1월 1일 김성규 - [Digital Single] 필링